# César Cánovas Herrerias
César Cánovas (Monistrol de Montserrat, 1971) és un sommelier català. L'any 2006 fou qualificat com a millor sommelier d'Espanya i com un dels deu millors del món. Després de molts anys treballant al restaurant familiar «Racó d'en Cesc», liderà l'equip de sommeliers de Monvínic i Fastvínic, juntament amb Isabelle Brunet.
Començà la seva carrera al restaurant de la seva família «Racó d'en Cesc» a Barcelona, des de 1986. Seguí el curs de sommeliers de la UAES (Unión de asociaciones Españolas de Sumilleres), a l'Escola d'Hostaleria de Barcelona (1998). Fou ajudant de sommelier al restaurant El Bulli i, des del 2002, ha exercit de professor del curs de sommeliers de la UAES a l'escola de turisme i hostaleria CETT.

## Premis
- Campió de Catalunya de Sommeliers 2002-2005.
- Campió d'Espanya de sommeliers 2002-2005, finalista el 2000.
- Campió Trofeo Ruinart millor sommelier d'Espanya 2001-2004.
- Representant espanyol en un campionat del món (10 º classificat) i dos certàmens europeus (6 º classificat en 2004).
- Premi de l'Acadèmia Catalana de Gastronomia al professional de l'any
- Premis Verema en la categoria de Millor tractament del vi al restaurant[4]